# Луций Манлий Капитолин Империоз
Луций Манлий Капитолин Империоз (на латински: Lucius Manlius Capitolinus Imperiosus) e през 363 пр.н.е. диктатор на Римската република.

## Биография
Произлиза от патрицииския род Манлии. Баща е на Тит Манлий Империоз Торкват (консул през 347, 344 и 340 пр.н.е.) и Гней Манлий Капитолин Империоз.
По времето, когато е диктатор негов magister equitum e Луций Пинарий Ната.
1. 1 2 3  L. Manlius (54) A. f. A. n. Capitolinus Imperiosus //   Посетен на 10 юни 2021 г.
2. ↑  406 //   Посетен на 10 юни 2021 г.
3. ↑  497 //   Посетен на 10 юни 2021 г.
4. ↑  500 //   Посетен на 10 юни 2021 г.